# 田中空 (ボクサー)
田中 空（たなか そら、2001年6月1日 - ）は、日本のプロボクサー。神奈川県川崎市出身。大橋ボクシングジム所属。現OPBF東洋太平洋ウェルター級王者。
父は元日本ミニマム級2位の田中強士、大叔父は元日本ミニマム級王者の田中昇。

## 来歴
ボクシング一家に生まれ、3歳からボクシングを始めた。神奈川県横浜市にある武相高等学校に入学しアマチュア3冠。東洋大学に進学してからは2022年国体優勝などの実績を作った。

### アマチュアキャリア
2018年3月22日、宮崎市の宮崎市総合体育館にて、森本浩（作新学院）と第29回全国高等学校ボクシング選抜大会ライトウェルター級準決勝戦で対戦し、2回RSC勝ちを収め、決勝戦進出を果たした。
2018年3月23日、宮崎市の宮崎市総合体育館にて、高橋麗斗（湘南）と第29回全国高等学校ボクシング選抜大会ライトウェルター級決勝戦で対戦し、3-2の判定勝ちを収め選抜優勝を果たすと共に、この大会最高賞に相当する「JOCジュニアオリンピックカップ」を受賞した。
2019年3月27日、前橋市のALSOKぐんま総合スポーツセンター・サブアリーナにて、由良謙神（芦屋学園）と第30回全国高等学校ボクシング選抜大会ライトウェルター級準決勝戦で対戦し、5-0の判定勝ちを収め、決勝戦進出を果たした。
2021年11月26日、東京都の墨田区総合体育館にて、秋山佑汰（自衛隊）と全日本選手権ウェルター級2回戦で対戦し、0-5の判定負けを喫し、敗退した。
2022年11月24日、東京都の墨田区総合体育館にて、齋藤英豪（駒澤）と2022年度全日本ボクシング選手権大会ウェルター級2回戦で対戦し、5-0の判定勝ちを収め、準決勝戦に進出した。
2022年11月26日、東京都の墨田区総合体育館にて、脇田夢叶（日体大）と2022年度全日本ボクシング選手権大会ウェルター級準決勝戦で対戦し、1回1分39秒RSC負けを喫し、敗退した。
2023年6月10日、東京都の後楽園ホールにて、日向（拓大）と第76回関東大学ボクシングリーグ戦 東洋大vs拓大で対戦し、1回1分24秒RSC勝ちを収めた。
2024年4月2日、東京都の後楽園ホールでB級プロテストを受験し合格した。

### プロキャリア
2024年6月25日、東京都の後楽園ホールにて、キム・ドンヨンとウェルター級6回戦を行い、初回1分8秒TKO勝ちを収め、プロデビュー戦を白星で飾った。
2024年10月17日、東京都の後楽園ホールにて、チャン・サーラーと67.1kg契約8回戦を行い、2回1分42秒TKO勝ちを収めた。
2025年3月25日、東京都の後楽園ホールにて、アドール・トーレスとウェルター級8回戦を行い、4回1分53秒TKO勝ちを収めた。
2025年6月19日、東京都の大田区総合体育館にて、小畑武尊（ダッシュ東保）とOPBF東洋太平洋ウェルター級王座決定戦を行い、4回2分1秒TKO勝ちを収め、王座獲得に成功した。

## 人物
- 元世界ヘビー級統一王者のマイク・タイソンに憧れており、「大きな相手を次々と倒すところがすごいし、自分のスタイルを貫く生き方に憧れます。タイソンのようなボクシングを目指しているので、たまに映像を見て動きをまねしています」と語っている[13]。
- 日本人初のウェルター級世界王者を目指している。

## 戦績
- アマチュアボクシング：66戦 58勝 (39RSC) 8敗
- プロボクシング：4戦 4勝 (4KO) 無敗

| 戦           | 日付           | 勝敗 | 時間    | 内容 | 対戦相手                 | 国籍       | 備考                                 |
| ------------ | -------------- | ---- | ------- | ---- | ------------------------ | ---------- | ------------------------------------ |
| 1            | 2024年6月25日  | ☆    | 1R 1:08 | TKO  | キム・ドンヨン           | 韓国       | プロデビュー戦                       |
| 2            | 2024年10月17日 | ☆    | 2R 1:42 | TKO  | チャン・サーラー         | タイ       |                                      |
| 3            | 2025年3月25日  | ☆    | 4R 1:53 | TKO  | アドール・トーレス       | フィリピン |                                      |
| 4            | 2025年6月19日  | ☆    | 4R 2:01 | TKO  | 小畑武尊（ダッシュ東保） | 日本       | OPBF東洋太平洋ウェルター級王座決定戦 |
| テンプレート |                |      |         |      |                          |            |                                      |

## 獲得タイトル
アマチュア
- 第29回全国高等学校ボクシング選抜大会ライトウェルター級 優勝
- 第30回全国高等学校ボクシング選抜大会ライトウェルター級 優勝
- 2022年度全日本ボクシング選手権大会ウェルター級 銅メダル
- 2023年度全日本ボクシング選手権大会ウェルター級 優勝
- 2018年度ASBCアジアユース選手権大会ライトウェルター級 銅メダル

プロ
- OPBF東洋太平洋ウェルター級王座（防衛0）

## 表彰
アマチュア
- 全国高等学校ボクシング選抜大会
  - JOCジュニアオリンピックカップ
- 全日本ボクシング選手権大会
  - 敢闘賞（2023年）
- プロ・アマチュア年間表彰（アマチュアボクシング部門）
  - 新鋭賞（2017年）[14]